# Ołeś Haj-Hołowko
Ołeksa (Ołeś) Haj-Hołowko, ukr. Олекса (Олесь) Гай-Головко (ur. 12 sierpnia 1910 we wsi Pisariewka w guberni podolskiej, zm. 17 sierpnia 2006 w Kanadzie) – radziecki poeta i pisarz, minister propagandy i informacji w rządzie Jarosława Stećki, a następnie współpracownik organizacji "Vineta" podczas II wojny światowej, emigracyjny pisarz ukraiński.
W 1928 r. przybył do Leningradu, gdzie rozpoczął studia na wydziale literackim uniwersytetu. W 1933 r. został członkiem Wszechukraińskiego Związku Pisarzy Ploteriackich. Wiosną 1934 r. wydał pierwszy zbiór wierszy pt. "Штурмовые баллады". Od 1935 r. mieszkał w Kijowie. Wstąpił do Związku Pisarzy Ukraińskiej Socjalistycznej Republiki Radzieckiej. W 1936 r. objął funkcję redaktora scenariuszowego oddziału kijowskiego studia filmowego. Jednocześnie opublikowano zbiór jego opowiadań pt. "Рассвет", zaś rok później "Десять новелл". W 1940 r. przyjechał do Lwowa. Po ataku wojsk niemieckich na ZSRR 22 czerwca 1941 r., został 5 lipca tego roku mianowany ministrem propagandy i informacji w rządzie Jarosława Stećki, który proklamował utworzenie niepodległego państwa ukraińskiego. Po kilku dniach Niemcy zlikwidowali ukraiński rząd. Ołeksa Haj-Hołowko zamieszkał w Tyrolu. Wszedł w skład organizacji "Vineta" jako redaktor. Brał udział w operacji propagandowej SS krypt. "Skorpion-Ost". Po zakończeniu wojny przebywał w obozach dla dipisów w zachodnich Niemczech. W 1948 r. wyemigrował do Wielkiej Brytanii, zaś w 1949 r. do Kanady. Tam napisał swoje najbardziej znane powieści (m.in. "Поєдинок з дияволом" (1950), "Одчайдушні" (1959), "Смертельною дорогою" (1979).